# Cofraj

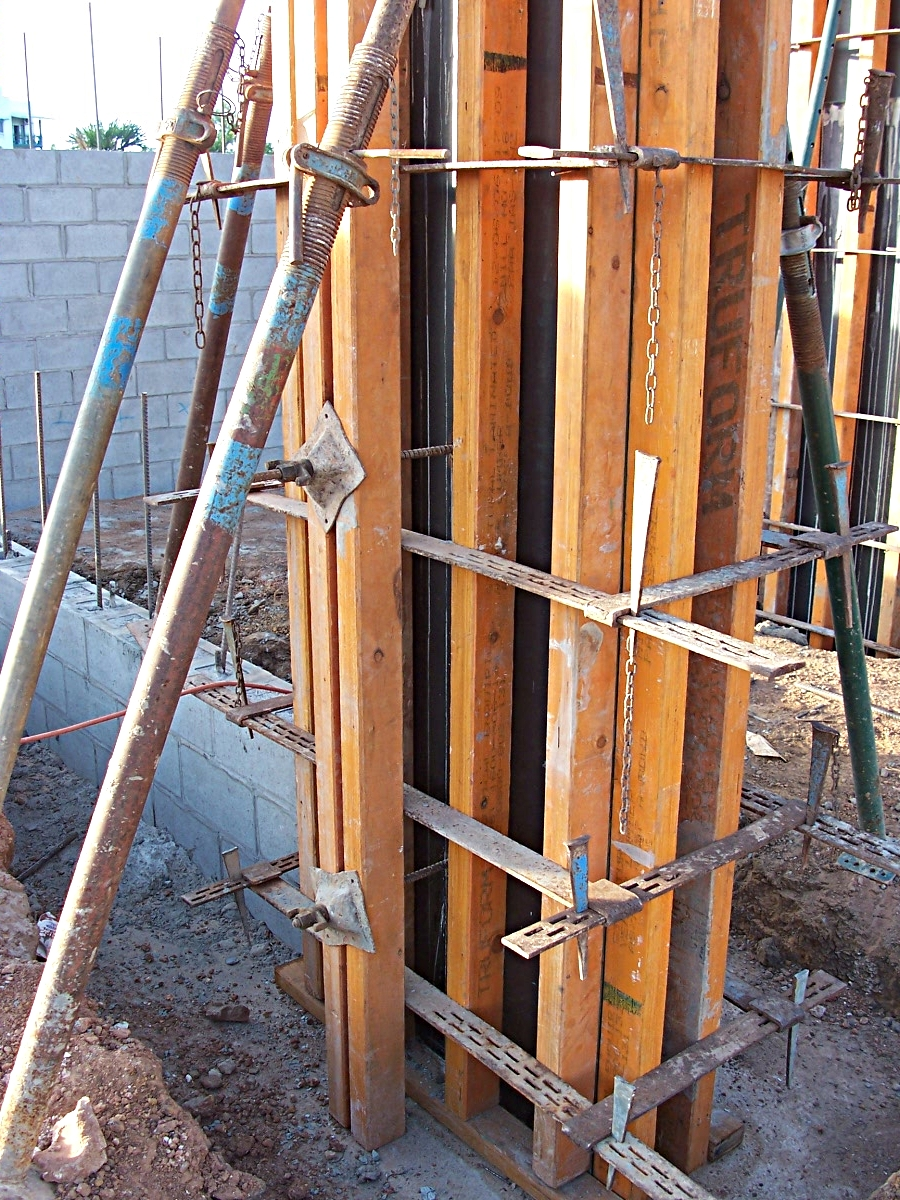
Cofraj de lemn pentru un stâlp din beton armat

Cofrajul (din franceză coffrage) este un tipar din lemn sau de metal în care se toarnă un material de construcție în stare fluidă (de regulă beton) pentru a se întări după forma prevăzută în proiect și a susține piesele nou formate până la întărirea betonului (sau betonului armat).
Există mai multe tipuri de cofraje:
- cofraje fixe: confecționate pe șantier, fiind folosite la executartea unei singure construcții sau piese; sunt mai neeconomice;
- cofraje demontabile: alcătuite din elemente prefabricate, tipizate, care, fiind utilizate de mai multe ori, permit reducerea prețului de cost al construcțiilor;
- cofraje mobile care pot fi:

- alunecătoare: folosite la construcții de înălțime mare (silozuri, rezervoare);
- rulante: folosite la construcții cu lungime mare (canale, tunele etc.).